# Vincenzo Gabussi

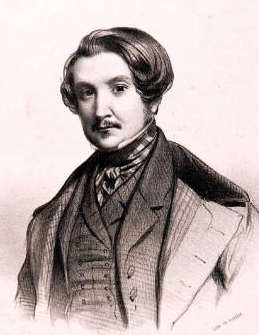
Vincenzo Gabussi, porträtterad av Marie-Alexandre Alophe.

Vincenzo Gabussi, född 1800 i Bologna, död den 12 september 1846 i London, var en italiensk tonsättare.
Gabussi reste 1825 till London, där han uppehöll sig som sånglärare några år. Efter en tids vistelse i sitt hemland återvände han till London på 1840-talet. Han komponerade operan Clemenza di Valois, arior, duetter och kammarmusik.